# تاريخ الريف (شمال المغرب)
تاريخ وأحداث منطقة الريف شمال المغرب.

## حضارات فترة ما قبل التاريخ
لقد عرف الريف خلال فترات ما قبل التاريخ تعاقب عدة حضارات:

### العصر الحجري القديم
الحضارة الآشولية: تعود بقايا هذه الحضارة إلى حوالي 700.000 سنة وأهم الاكتشافات تمت بمواقع إفري نعمار. الأدوات الحجرية الخاصة بهذه الحضارة تتكون من حجر معدل، حجر ذو وجهين.

### العصر الحجري الأعلى
الحضارة الإيبروموريزية: ظهرت هذه الحضارة في الريف وأوروبا منذ حوالي 21.000 سنة وتميزت بتطور كبير في الأدوات الحجرية والعظمية. أهم المواقع التي تخلد هذه الفترة نجد مغارة تافوغالت والتي تقع في نواحي مدينة بركان.

### العصر الحجري الحديث
يلي هذا العصر من الناحية الكرونولوجية الفترة الإيبروموريزية وقد تواجد في الريف حوالي 6000 سنة ق م. تتميز هذه الحضارة بظهور الزراعة واستقرار الإنسان وتدجين الحيوانات وصناعة الخزف واستعمال الفؤوس الحجرية...

### عصر المعادن
يرجع هذا العصر إلى حوالي 3000 سنة ق م وأهم مميزاته استعمال معدني النحاس ثم البرونز وأهم خصائصه ما يعرف بالحضارة الجرسية ثم حضارة عصر البرونز.

## الحضارات الإسلامية بالريف
لم يكن فتح الريف بالشيئ الهين، فقد استغرق الأمر نصف قرن من 646م إلى 710م، باعتناق أهل الريف للإسلام بدأت مرحلة جديدة في تاريخ المنطقة.

### إمارة النكورفي الريف
نكّور، لنكور أو إمارة بني صالح هي إمارة تاريخية لسلالةالصالحيين، ظهرت منذ سنة 710م على يد صالح بن منصورفي تمسمان في منطقة الريف بالمغرب الأقصى. وهي أول إمارة مستقلة بالمغرب الأقصى بعد ثورة المغاربة على ولاةبنو أمية، كما أنها تمذهبت بالمذهب المالكي السني خلاف لباقي الإمارات المغربية الأخرى، كبنو مدرار وبورغواطة، التي تأسست على مذهب الخوارج الصفرية.
ظلت تمسمان قاعدة لحكم أمراء نكّور إلى أن بنى سعيد بن إدريس مدينة نكور بين نهري نكّور وغيس على بعد خمسة أميال من البر. وفي سنة 244 هـ 865م تعرضت مدينة نكّور، في عهد مؤسسها، لهجوم الفايكينغ النورمانديين لمدة أسبوع.
توسعت إمارة نكّور حتي لامست إمارة مكناسة، وحدد الجغرافي البكري الرقعة الجعرافية لإمارة نكّور في مسيرة عشرة أيام.
موقعها الجغرافي جعلها في مجال الصراع الدائم بين أموي الأندلس وهم من السنة، والعبيديين الفاطميين بإفريقية وهم من الشيعة، وقد تمكن الفاطمي مصالة بن حبوس من السيطرة سنة 308 هـ / 929م على نكّور في إطار صراعه ضد أموي الأندلس.

## التاريخ الحديث

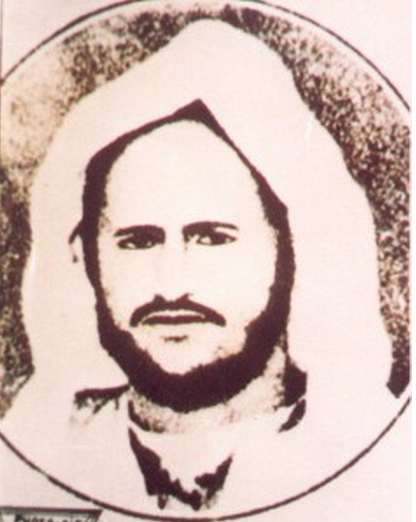
الزعيم محمد شريف أمزيان

## تسلسل الأحداث

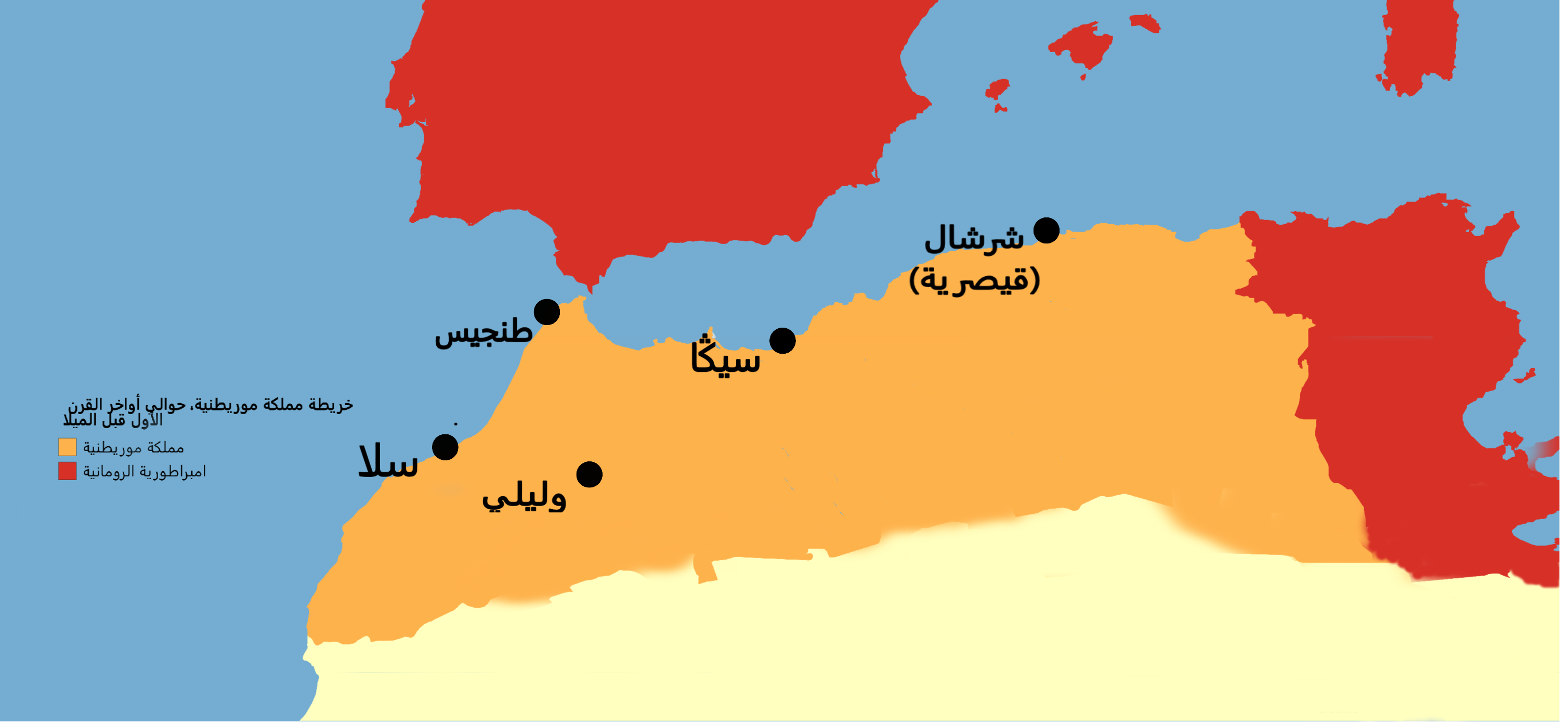
خريطة مملكة موريطنية، حوالي أواخر القرن الأول قبل الميلاد.

### قبل الميلاد
- 400 قبل الميلاد إنشاء مملكة موريطينية من طرف باكا
- 20ق.م تعيين الرومان ليوبا الثاني وزوجته كليوباترا سيليني لمقاليد الحكم في موريطانيا

### بعد الميلاد
- سنة 40 ميلادية: مقتل الملك بطليموس الموريطني ملك موريطينية.
- من سنة 40 ميلادية إلى 44 م: القائد إيديمون (ابن الريف) يثور على الإمبراطورية الرومانية بعد مقتل ملك البلاد، الثورة سميت ثورة إيديمون.
- بعد إخماد ثورة ايديمون المندلعة عقب اغتيال الملك بطليموس أعلن الإمبراطور الروماني كاليغولا قرار ضم موريطينية إلى حظيرة الإمبراطورية الرومانية، وتقسيمها لموريطانية طنجية وموريطانية القيصرية استطاع الرومان في هذه الفترة إحكام قبضتهم على أقصى الجزء الشمالي الغربي من بلاد الأمازيغ الواقع بين مثلث تينجي - أوليلي...
- 180 م: انفصال موريتانيا الطنجية عن الحكم الروماني.

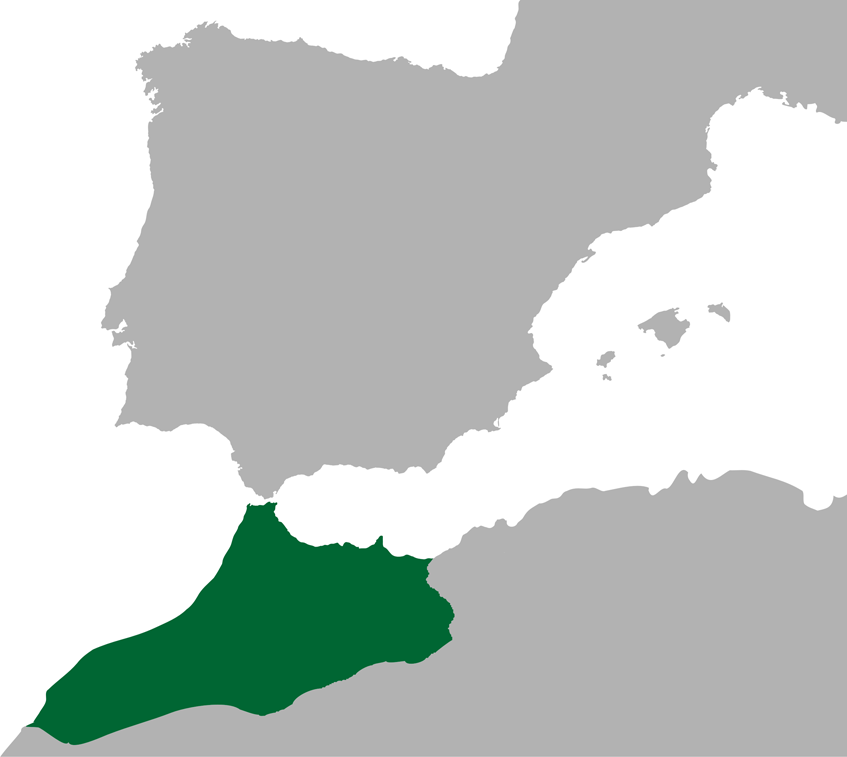
موريتانية الطنجية

- النصف الأول للقرن الرابع الميلادي اجتاح الفنداليون المنطقة التي كانت تشتهر بتصدير المرجان والأخشاب العالية الجودة....مع بداية القرن الخامس الميلادي بدات أطراف الإمبراطورية الرومانية تسقط في أيدي الشعوب الجرمانية، التي ضغطت بقوة على حدودها مدة طويلة، وكانت أفريقيا الشمالية مجالا اكتسحه أحد هذه الشعوب وهو الوندال، حيث عبروا غاليا (فرنسا حاليا) وتغلغلوا في إسبانيا إلى حدود مضيق أعمدة هرقل. غير أن ثراء شمال أفريقيا وكثرة خيراتها أثارت طمعهم، فاجتازوا المضيق سنة 429 م تحت قيادة الملك جنسريق على ظهر السفن التي استولوا عليها في الموانئ الإسبانية لينزلوا بطنجة. ومنها قاموا بغزوة مدمرة نحو الشرق، مستفدين من مساندة الدوناتين والفلاحين الفقراء الأمازيغ، الذين استغلوا الظرف للانتقام من الملاك الرومان ورجال الدين الكاثوليك، مما سهل تقدم الوندال الذين سيطروا على نوميديا، وفي سنة 439 م دخلوا قرطاج اخر معاقل الرومان بالمنطقة، فصارت عاصمة المملكة الوندالية الجديدة.
- 534: القوات البيزنطية تبحر نحو شمال أفريقيا لمنازلة الوندال، القوات البيزنطية بقيادة القائد بليزير تسحق الوندال وتدخل عاصمتهم قرطاج، وتضم افريقة إلى حظيرة الإمبراطورية البيزنطية مدة قرن (434 - 534 م)، النفوذ البيزنطي كان محدودا في الريف، احتلت موانئ سبتة - طنجة.
- 649: الجيوش العربية الفاتحة/الغازية تنتصر على القوات البيزنطية في شمال أفريقيا،

### الفتح الإسلامي لشمال أفريقيا (اعتناق الأمازيغ الإسلام)
- 710 م: تأسيس إمارة نكور يد صالح بن منصور في تمسمان وتعتبر أول إمارة مستقلة في شمال إفريقيا.

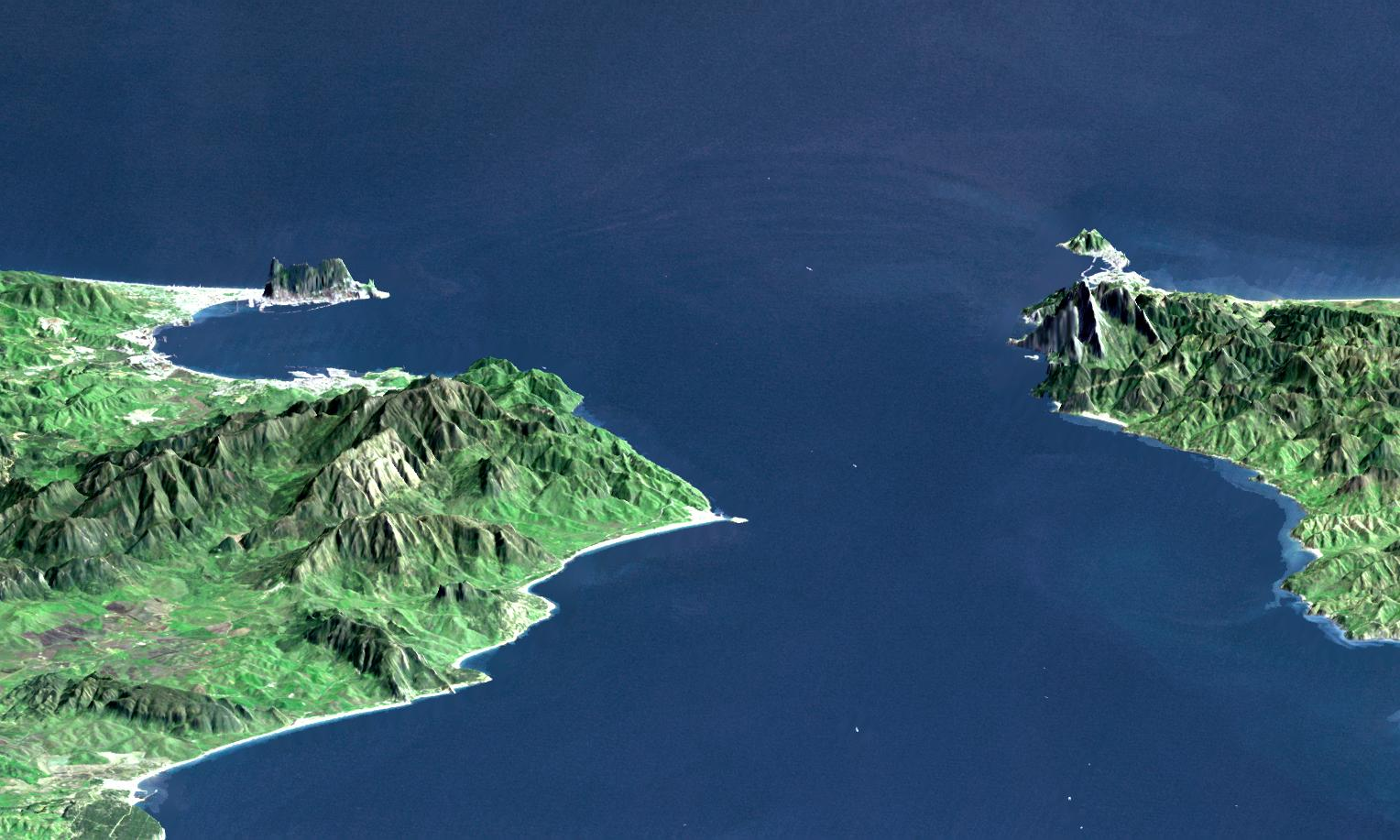
فتح طارق بن زياد الأندلس عام 711 م عبر مضيق جبل طارق(المغرب على اليمين وإسبانيا على اليسار)

- 711 م: طارق بن زياد ومعه كثير من الامازيغ والعرب يعبرون البحر الأبيض المتوسط لفتح الأندلس بأمر من خليفة المسلمين في دمشق.
- 739: الثائر الأمازيغي ميسرة المدغري يقتل عامل طنجة عمر بن عبد الله المرادي، وتبدأ ثورة البربر على الأمويين بقيادة أميرهم ميسرة المدغري. (يقول المؤرخ ابن عذاري في كتابه البيان المغرب في أخبار الأندلس والمغرب: "ثم أن عمر بن عبد الله المرادي عامل طنجة وما والاها أساء السيرة وتعدى في الصدفات والعشر وأراد تخميس البربر وزعم أنهم فيء المسلمين وذلك ما لم يرتكبه عامل قبلة وإنما كان الولاة يخمسون من لم يجب للإسلام فكان فعله الذميم هذا سبباً لنقض البلاد ووقوع الفتن العظيمة المؤدية إلى كثير القتل في العباد نعوذ بالله من الظلم الذي هو وبال على أهله. فلما علم البربر خروج حبيب بن أبي عبيدة إلى بلاد الروم نقضوا الطاعة لعبيد الله بن الحبحاب بطنجة وأقاليمها وتداعت برابر المغرب بأسره فثارت المغرب بالمغرب الأقصى فكانت أول ثورة فيه وفي أفريقية في الإسلام."
- 934: ميسور القائد الفاطمي يدمر قلعة تازوضا نواحي الناظور (سنة 934 م - 323 هـ).
- 958: جيوش القائد جوهر الصقلي يهجمون على الريف ويخربون مدينة قلعة تازوضا نواحي الناظور سنة (958 م - 347 هـ).
- 1030: سقوط الخلافة الأموية انقسمت الأندلس إلى مجموعة من الإمارات الصغيرة المتطاحنة سميت بـ مماليك الطوائف.
- 1066: محمد بن إدريس آخر ملوك بنو حمود المالقيين يعيد بناء قلعة مدينة تازوضا ويدعو إلى مواجهة الزحف المرابطي. (سنة 1066 م - 459 هـ).
- 1067: يوسف بن تاشفين يخرب مدينة النكور (قال ابن خلدون في كتابه العبر: إلى أعوام 460 هـ ثم ان يوسف بن تاشفين وجه وجهته نحو بلاد الريف سنة 473 هـ (وقال المؤرخ أبو العباس احمد ابن أبي زرع في كتابه القرطاس: وفيها فتح مدينة أجرسيف ومدينة مليلية وجميع بلاد الريف وفتح مدينة النكور وخربها ولم تعمر بعد.
- 1279: نكبة تفرسيت فعندما توفي الاسد الأمير أبو بكر ابن عبد الحق المريني، طمع سلطان تلمسان في السيطرة على الريف واحتلاله، جمع جيشه ودخل الريف وعسكر في بلدة تفرسيت وبدأ يحرق ويقتل ويهتك الاعراض ويسبي النساء ويرسل قواته إلى جهات مختلفة من الريف، مطلقا لها العنان للتخريب والتنكيل، فلم يدعوا وحشية الا ارتكبوها، وكانت نكبة عظيمة لحقت بالريف، وعندما اشبع وحشيته قفل راجعا إلى تلمسان، وذلك سنة 1279 م، وهذه النكبة العظيمة تسمى عند المؤرخين نكبة تفرسيت.
- 1287: الدعاية الفاطمية الشيعية أخذت تنتشر في الريف بقيادة رجل يسمى الحاج عباس بن صالح الذي بدأ يدعو للمذهب الفاطمي بمجرد عودته من المشرق زاعما أن «الوقت قريب»، واستطاع أن يجمع حوله عددا كبيرا من الناس وكادت دعوته أن تعم جميع قبائل الريف الأوسط، إذ استولى في عاشوراء من أواخر سنة 685 هـ على مدينة بادس وتوجه إلى مدينة المزمة واصطدم بفرقة بني وطاس وهزموه - ولقي حتفه هناك يوم 20 صفرالخير عام 685 هـ/6 أبريل 1287 م. حيث صلبت جثته في باب المزمة.
- 1399: هنري الثالث ملك كاستيا لا مانشا يغزو تطوان.
- 1415: احتلت البرتغال سبتة
- 1437: الإسبان يغيرون على طنجة.
- 1437: الوطاسيون يبسطون سيطرتهم على شمال المغرب.
- 1471: الهجوم على أصيلة.
- 1489: الهجوم على العرائش.
- 1489: سقوط غرناطة انتهت المرحلة الطويلة لحكم المسلمين لشبه الجزيرة الايبيرية التي دامت زهاء 778 سنة
- 1492: سقوط الأندلس، وهجرة الأندلسيين إلى المغرب الأقصى، تمركز عدد منهم في الريف.
- 1497: احتلال مليلية.
- 1506: استيلاء إسبانيا على صخرة بليز، ثم على مدينتي بلقيس وباديس.
- 1506: الإسبان تمكنوا من احتلال غساسة، وتم تحريرها بعد ذلك من طرف المقاومة
- 1529 - 1578: استعمار الفرنسيين للعرائش واستقرارهم بها
- 1554: حرب بين الاتراك والإسبان على مدينة بادس النتيجة خراب مدينة بادس الريفية الحضارية.
- 1609 - 1610: بعد رحيل السلطان السعدي أحمد المنصور، تقاتل أبناؤه على الحكم، وحارب المأمون أخويه أبا فارس وزيدان، فكانت الهزيمة من نصيبه، فرحل إلى إسبانيا، وآستنجد بملكها، وكان شرط هذا الأخير تنازل المأمون له عن العرائش. قبل المأمون الشرط، ونزل بجزيرة بادس (1018 هـ /1609 م) فآنتهز الإسبان الظروف، وزحفوا بجيشهم انطلاقا من الجزيرة إلى قلب الريف، وآحتلوا المزمة على الساحل المقابل لجزيرة نكور في 4 رمضان 1019 هـ الموافق ل 1610 م. ولبس أهل الريف لباس الحداد والغم حزنا على ضياع مدينتا العرائش والمزمة بالريف.
- 1636 - 1666: قيام دولة اعراصن الريفية بقيادة الأمير أحمد اعراص، استمرت من 1046 هـ/ 1636 م إلى 1076 هـ/ 1666 م.(الدولة العلوية تتحالف مع بريطانيا فرنسا إسبانيا للقضاء على الامارة الريفية)
- 1640: الأسبان ينتزعون سبتة من البرتغاليين (احتلال إسبانيا لمدينة سبتة)
- 1664: كاثرين دو براغانس تتلقى طنجة مهرا لها.
- 1673: استيلاء إسبانيا على صخرة النكور في عرض ساحل أجدير، “والرواية الإسبانية تقول بان السلطان مولاي عبد الله الغالي بالله اهداها لفيليبي الثاني سنة 1560 جزاء على مؤازرته في الحرب ضد الاتراك”.
- 1684 - 1694 احتلال إنجلترا لطنجة
- 1689 - 1690 احتلال إسبانيا للعرائش وأصيلة
- 1696 - السلطان إسماعيل العلوي يهجم على الريف ويهدم قلعة تزوضة حيث استعمل العناصر المزينة لها لزخرفة بنايات عاصمته الجديدة مكناس.

### تاريخ حديث
- 1830: الأمير عبد القادر الجزائري يلجأ إلى الريف
- 1859: ولادة الزعيم الشريف محمد امزيان.
- 1859: حرب تطوان، (بالريفية: أمنغي ن تيطاوين) (معروفة في إسبانيا باسم الحرب الإفريقية (بالإسبانية: La Guerra de África)، (للمزيد من المعلومات انظر حرب 1859.
- 1859: حصل الأسبان من الدولة المغربية على اتفاق حدد بموجبه حدود جديدة لمدينة مليلية، تم التوقيع بين المغرب وإسبانيا بمدينة تطوان على ذلك الاتفاق، فعينت بموجبه اخدود يحيط المدينة، ضمانا للدفاع عنها وصيانتها، وكان هذا الاتفاق يشتمل على ست مواد، تنص السادسة منها على تسهيل تموين الحامية الأسبانية بمليلية، ثم تمم هذا الاتفاق بمدينة طنجة بتاريخ 30 أكتوبر سنة 1860 م حيث وضعت الحدود على الكفية التالية: يبتدئ خط قطاع مليلية المحيط بالمدينة، ومن نقطة تقع على الشاطئ على مسافة الفين وتسعمائة مترا جنوبها، ويبتدئ هذا الخط من منارة (سنط بربارا) وينتهي بعد السير المتكسر في الشاطئ الصخري المنعرج شمال المدينة، ويبدو من نصوص الاتفاقية هو تحديد مايسمى بمليلية ولا تدل على تسليمها اليهم.
- 1860: ولادة القاضي عبد الكريم.
- 1860: معاهدة بين السلطان العلوي محمد الرابع وإسبانيا (ينص الاتفاق على قيام السلطان بقمع القبائل المقاومة لإسبانيا التي تستبيح اراضيها، وعلى تسهيل التسرب في المنطقة، وهو اتفاق يعترف بحق إسبانيا في اراضي الريف.
- 1863 - 1898: هجمات ريفية ضد الحصون الإسبانية
- 1864 - 1900: حملات سلطانية تأديبية ضد الريفيين.
- 1883: ولادة محمد بن عبد الكريم الخطابي.
- 1883: الكونت موريس دو شافانياك قام بشراء اراضي جبل حمام في قبيلة آيت ورياغل قصد استغلال ذهب الجبل، إلا أن سكان القبيلة طردوه وضربوا على ايدي المتعاملين معه.
- 1893: حرب مليلية.
- 1893: غداة معركة سيدي ورياش البطولية، قام المخزن باعتقال زعماء قبيلة إقرعين الريفية وسلمهم للمحتل الإسباني، لتشهد المنطقة اضطرابا سياسيا وتسود الفوضى ويقع تمرد كبير للمنطقة على السياسة المخزنية المتواطئة مع الإمبريالية. وفي ظل هاته الفترة الحرجة أقدم الروكي بوحمارة على بيع مناجم الريف للمحتل الإسباني، مما عجل باندلاع ثورة وطنية عارمة قادها الزعيم الوطني محمد أمزيان. تحالف المخزن مع الاستعمار الإسباني، وهجمت منطقة إقلعين من أرضها بمليلية الذي كان يتواجد فيها المخزني المدعو مولاي عرفة الذي قام بإبادة و«تأديب» هذه المنطقة وأرغمها عن التخلي عن جزء من أرضها، ثم بعدها أبرمت اتفاقية بين المخزن والحكومة الإسبانية سنة 1894 التي جاءت بعض بنوده على ما يلي: - التزام المخزن بتأديب قبيلة إقلعين - تجريد المنطقة المحايدة للمليلية وحمايتها من طرف المخزن - غرامة حربية تقدر ب 20 مليون بسيطة تدفعها قبيلة إقلعين لإسبانيا.
- 1897: عميل فرنسا في تطوان علال العبدي يحاول بيع جبل حمام للفرنسسين، إلا أن سكان القبيلة طردوه وضربوا على ايدي المتعاملين معه. وكان التدخل الفرنسي في الريف وانتشرت الفوضى اشعلها بعض بلطجية من أبناء الريف عملاء لفرنسا الياس.
- 1897: ولادة الديكتاتور المارشال محمد أمزيان (1 فبراير 1897).
- 1898: حملة سلطانية مخزنية بقيادة الجنرال بوشتى البغدادي على الريف، مقتل مئات من الريفيين وعتقال الالاف وتهجير الالاف أخرى. وخاصة من قبيلة بقيوة الريفية.
- 1902: بوحمارة يعلن نفسه سلطانا بـ تازة.
- 1902: تاسيس مجلة ” الإصلاح ” بتطوان.
- 1902 - 1904: مقام المجاهد محمد بن عبد الكريم الخطابي بفاس.
- 1903: الريسوني يدخل أصيلة.
- 1904: مؤتمر الجزيرة الخضراء.
- 1904: مفاوضات بين فرنسا وبريطانيا عن عقد اتفاق سري بينهما عام 1904 سمي فيما بعد «الاتفاق الودي» تتنازل فيها فرنسا عن «حقوقها» في مصر وتوافق على منح الريف لإسبانيا وعلى تدويل طنجة مقابل تنازل بريطانيا لفرنسا عن «حقوقها» في المغرب الأقصى.
- 1905: يوم 31 مارس 1905 زيارة قيصر ألمانيا فيلهلم الثاني إلى طنجة).
- 1907: فرنسا تنتزع ايت يزناسن من بوحمارة. (فرنسا تحتل ايت يزناسن).
- 1907: المجاهد محمد بن عبد الكريم الخطابي يصل إلى مليلية، حيث سيعمل مدرسا وصحفيا بـ تيليغراما ديل ريف.
- 1907: (شهر ماي) بوحمارة يبيع مناجم قلعية لإسبانيا.
- 1907: الكونت رومانونس ينشئ شركة مناجم الريف.
- 1907: (9 يوليوز 1907 م) إسبانيا تبدأ في مد سكة حديدية وبناء مجموعة من الجسور والقناطر تمتد من مشارف مليلية إلى بلدة أزغنغان على مسافة 20 كيلومترا، وذلك في 9 يوليوز 1907 م، والغرض من كل هذا هو الوصول إلى مناجم الحديد الموجودة بمنطقة أفرا ووكسان، بعد أن باع بوحمارة منجم وكسان لشركة إسپانية ومنجم إحرشاون لشركة فرنسية لمدة تسعة وتسعين سنة مقابل خمسة ملايين من البسيطات، وكان جنود بوحمارة هم الذين يحرسون العمال الذين يشتغلون في هذين المنجمين.
- 1908: (ربيع 08) إسبانيا تنشئ السكة الحديدية بين مناجم قلعية وميناء مليلية.
- 1908: ثورة قبائل الريف على الأسبان وعلى بوحمارة، رفض استغلال مناجم واراضي قبيلة قلعية
- 1908: (يوم 07 سبتمبر 1908) بوحمارة الزرهوني الفاسي يذبح مجموعة من الأطفال في بني توزين - تلاميذ في المسجد كانوا يحفضون القرأن الكريم. قطعوا رؤسهم وحملوها. (يقول المؤرخ الحاج العربي الورياشي «أخبرني شاهد عيان: أن من كان يباشر ذلك الفعل الشنيع الملعون يقبض بإحدى يديه على التلميذ ويأمره أن يلحس شاقوره في يمناه، فإذا فعل التلميذ المسكين قطع رأسه بذلك الشاقور»
- 1908: بوحمارة يحرق قرية تفرسيت. ويفرض غرامة على تمسمان 3000 بسيطة.
- 1908: هزيمة إلياس بوحمارة في قبيلة آيت ورياغل، قبائل الريف تهجم على سلوان وتطرد بوحمارة من الريف
- 1908: إسبانيا تحتل رستينكا/بوقانا، رأس الماء (مناطق في كبدانة).
- 1908: المجاهد محمد عبد الكريم الخطابي يعمل مترجما بمكتب شؤون الساكة الأمازيغية بمليلية.
- 1908: بداية ثورة الريف الأولى بقيادة القايد شريف محمد أمزيان.
- 1909: اندلاع حرب مليلية اوحروب الريف الثانية.
- 1909: (27 يوليو) معركة وادي الذئاب أو مايسميها الإسبان كارثة وادي الذئاب، حيث قتل 6 الاف جندي إسباني وجرح أكثر من 500 جندي.
- 1910: المجاهد محمد بن عبد الكريم الخطابي يصير قاضيا بمليلية.
- 1911: القاضي يتعرض لبعض المتاعب بـأجدير.
- 1912: (30 مارس 1912) السلطان، الدولة المغربية، المركز المتمثل في المخزن، يوقع معاهدة الحماية، لحماية مصالحه السياسية والاقتصادية معلنا عن دخول المغرب تحت احتلال فرنسا وإسبانيا.
- 1912: (15 ماي 1912) استشهاد الزعيم الشريف محمد أمزيان ونهاية ثورة الريف الأولى.
- 1914: المجاهد محمد بن عبد الكريم الخطابي، رئيسا على محاكم مليلية.
- 1914: القايد الحاج أعمار القلوشي المطالسي يثور على إسبانيا.
- 1915: المجاهد محمد بن عبد الكريم الخطابي يعتقل بمليلية ويسجن ويصاب بجراح عند محاولته الفرار (فرار بن عبد الكريم من السجن بمساعدة صديقه إسماعيل الشاذلي من قبيلة قلعية).
- 1915: (شهر ماي 1915) تمكن الأسبان من عبور وادي كرت من الضفة الشرقية إلى الضفة الغربية
- 1916: إسبانيا تحتل اراضي واقعة بين مطالسة وايت سعيذ.
- 1916: (شهر أكتوبر 1916) القايد بورحايل في قبيلة ايت بويحي يثور على الأسبان.
- 1917: (شهر يناير 1917) الأسبان يمنعون أعمال الحرث في قبائل الريف، وأصبحت خلال هذه السنة الوضعية الاقتصادية كاريثية، شح الإنتاج الفلاحي أدى إلى غلاء المعيشة، اضطر الناس إلى أكل الأعشاب.
- 1917: إتلاف ممتلكات القاضي عبد الكريم للمرة الثانية. محمد بن عبد الكريم يعود إلى مليلية.
- 1918 - 1919: امحمد ومحمد بن عبد الكريم الخطابي يعودان إلى أجدير.
- 1919: احتلال عين زورة.
- 1919: انقلاب الريسوني على الإسبان.
- 1919: فرنسا تقترح شراء الريف من إسبانيا.
- 1920: (30 من يناير 1920) تعيين الجنرال سلفستري قائد عام لمليلية.
- 1920: (07 غشت 1920)استشهاد القاضي عبد الكريم (قتل بالسم وضعه له الأسبان في بلدة تفرسيت[بحاجة لمصدر])
- 1921: (21 يوليو 1921) معركة انوال الخالدة، ومقتل الجنرال سلفيستري في أنوال. محمد بن عبد الكريم الخطابي قائدا لجيش المقاومة الريفي.
- 1921: (18 سبتمبر 1921) قيام جمهورية الريف، استقلال الريف، 18 سبتمبر عيد الاستقلال في الريف.
- 1922: أسفار وفود ريفية إلى فرنسا وإنجلترا.
- 1923: انقلاب عسكري في أسبانيا في (12 سبتمبر 1923 م) وتسلم الحكم فيه الجنرال بريمودي ريفيرا، فأعلن عن سياسة جديدة لبلاده في الريف،
- 1924: حصار فرنسي على الريف. تقدم القوات الفرنسية في ورغة. الجيش الريفي يحرر الشاون.
- 1925: هجوم الجيش الريفي على ورغة.
- 1925: إنشاء “ريف كوميتي” في لندن.
- 1925: الحرب الفرنسية الريفية الثانية.
- 1925: 8 غشت 25 انزال عسكري استعماري بسواحل الحسيمة (شاركت فيه مايزيد على 100 بارجة حربية مختلطة).
- 1925: (شهر أكتوبر 25) رئيس وزراء فرنسا مسيو بانارفيه نشر بيانا عرض فيه على الريف حكما ذاتيا
- 1926: إسبانيا تقصف الريف بسلاح الكيمياوي، مئات الالاف من القتلى، الجرحى، والتهجير.
- 1926: (26 مايو 1926) استسلام الأمير محمد عبد الكريم الخطابي ونفيه.
- 1926: (3 نونبر 1926) استشهد القائد أحمد الخريرو قرب غابة ببني مسعود غير بعيد عن مكان ولادته . هو الذي كان واحدا من أهم قادة محمد بن عبد الكريم الخطابي خلال حرب الريف (1920 - 1927).
- 1926: إخضاع منطقة تازة.
- 1926: تأسيس الإسبان لمدينة فيلا سان خورخو (الحسيمة الآن).
- 1930: زيارة شكيب أرسلان إلى تطوان وطنجة.
- 1931: وفاة والدة المجاهد محمد بن عبد الكريم الخطابي بـ جزيرة لارينيون.
- 1936: تمرد مليلية العسكري 1936.
- 1936: باندلاع الحرب الأهلية الإسبانية 1936 – 1939 وقعت إسبانيا مع خليفة السلطان بتطوان اتفاق، يقضي بتجنيد الريفيين وزج بهم في الحرب الأهلية الإسبانية وذلك لإبادة ما تبقى من الشعب الريفي، إذ قتل في هذه الحرب الآلاف من المجندين الشباب والقاصرين.
- 1936: الجنرال فرانكو، يؤسس قوات الوحدات «الريغولاريس» وهي قوة قوامها من جنود الريف المغربي، ويلبسون زي الجيش الإسباني ويضعون على رؤوسهم الطربوش المغربي التقليدي ويحمل شعارها الهلال الإسلامي.
- 1947: ترحيل المجاهد محمد بن عبد الكريم الخطابي من لارينيون. استقباله بمصر.
- 1947: 31 ماي - نزول بن عبد الكريم في القاهرة
- 1948 - 1950: المجاهد محمد بن عبد الكريم يرأس لجنة المغرب الكبير (إطار القومية العربية)
- 1953: وفاة المجاهد عبد السلام الخطابي.
- 1956: اختفاء القائد حدو اقشيش اختطف من طرف كومندو مسلح في شهر أبريل 1956 من مسكنه بتامسينت، ومنذ ذلك التاريخ لم يظهر له أثر.[بحاجة لمصدر]
- 1956: يوم 14 يونيو 1956 اغتيال عباس المسعدي، أحد زعماء جيش التحرير في الريف.
- 1960: بداية تهجير ملايين من سكان الريف إلى اروبا لجلب العملة الصعبة للعصابة الحاكمة في المغرب.
- 1963: وفاة الأمير محمد بن عبد الكريم الخطابي في منفاه بالقاهرة.
- 1963: اختفاء القائد محمد لخضير الحموتي (الملقب: بالجندي الأفريقي) وولا يعرف له مصير حتى اليوم.[بحاجة لمصدر]
- 1967: وفاة أمحمد بن عبد الكريم الخطابي بالمغرب بعدما جاء من القاهرة إلى الرباط.
- 1975: وفاة المارشال محمد أمزيان (توفي بمدريد في 1 ماي 1975).
- 1984: المخزن المغربي يهجم على الريف، الالاف القتلى والجرحى واعتقالات.[بحاجة لمصدر]
- 1994: زلزال الحسيمة 1994.
- 1995: إسبانيا تمنح الحكم الذاتي لسبتة ومليلية.
- 1998: أطلقت إسبانيا أعمال تسييج للمنطقة الفاصلة بين مليلية المحتلة ومدينة الناظور الريفية.
- 2000: زيارة محمد السادس ملك المغرب للريف.
- 2004: زلزال الحسيمة 2004 (24 فبراير 2004) ازيد من الف قتيل، الالاف الجرحى، دمار بلدة ايت قمرة.
- 2007: وفاة سعيد الخطابي نجل الأمير محمد بن عبد الكريم الخطابي يوم الخميس 08 نونبر 2007 إثر سكتة قلبية بالقاهرة على سن 75 سنة.
- 2008: (الخميس 23 أكتوبر 2008) فياضانات في جميع مناطق الريف، مصرع 11 شخص في الدريوش.
- 2016: مصرع بائع أسماك يدعى محسن فكري على يد أفراد الشرطة داخل شاحنة للنفايات بعد مصادرة بضاعته في محاولة منه لاستعادتها، وبذلك تندلع موجات احتجاج في انحاء الريف رافعة لمطالب اقتصادية واجتماعية من بينها المطالبة بإنشاء مستشفى ميداني ونواة جامعية متعددة الاختصاصات والغاء ظهير العسكرة.[1]
- 2016: بداية حراك الريف.
- 2017 : اعتقال ناصر الزفزافي قائد حراك الريف بالإضافة إلى عشرات القادة ونشطاء الحراك الشعبي في كل أنحاء الريف.[2]
- 2018 : قضت هيئة الحكم المكلفة بالنظر بملف معتقلي أحداث الحسيمة بغرفة الجنايات بمحكمة الاستئناف بالدار البيضاء، مساء اليوم الثلاثاء، بالحكم على ناصر الزفزافي ب20سنة سجنا نافذة.[3]
- [2024] : دعم الجزائر و الصحراء الغربية وجنوب افريقيا لملف الحزب الوطني الريفي من اجل استقلال [جمهورية الريف]